# Frieden von Brömsebro

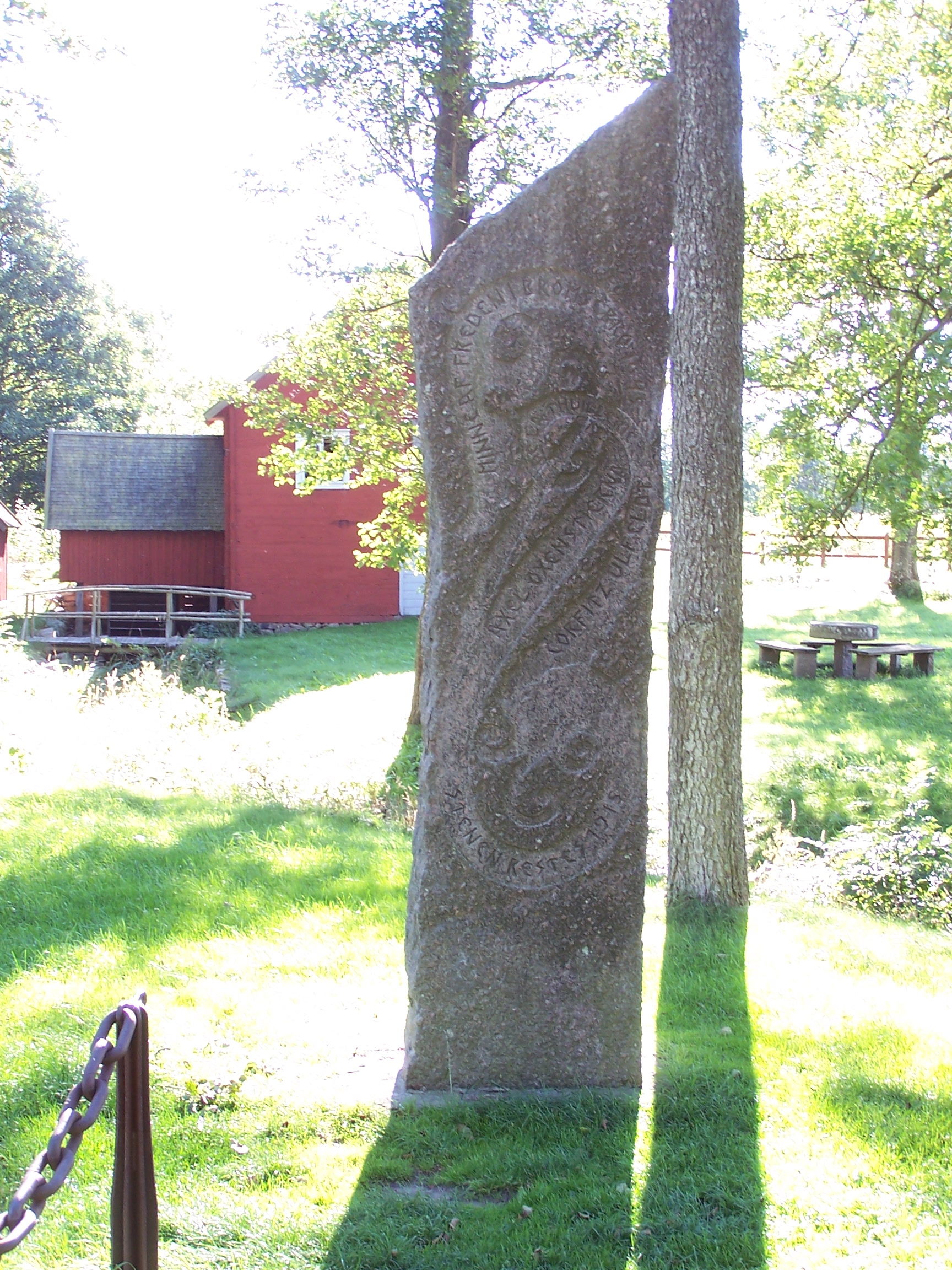
Friedensstein von Brömsebro, der Stein wurde 1915 am Ort des Vertragsschlusses errichtet

Der Frieden von Brömsebro wurde am 13.jul. / 23. August 1645greg. geschlossen und beendete den von den Schweden ohne formelle Kriegserklärung begonnenen Torstenssonkrieg gegen Dänemark, der zwischen 1643 und 1645 stattfand und als Teil des Dreißigjährigen Krieges betrachtet werden kann. 
Die Friedensverhandlungen waren auf Initiative des französischen Diplomaten Gaspart Coignet de la Thuillerie nach den schwedischen Erfolgen im Februar 1645 im kleinen Ort Brömsebro eingeleitet worden. Brömsebro liegt im damals noch dänischen Blekinge an der Grenze zum schwedischen Småland. Der Ort liegt heute in der Gemeinde Karlskrona. Auf schwedischer Seite wurden die Verhandlungen von Axel Oxenstierna geleitet, während die dänische Delegation vom Reichskanzler Corfitz Ulfeldt geführt wurde. An den Verhandlungen nahmen auch die Niederlande auf schwedischer Seite und Frankreich als Vermittler teil. 
Im Friedensvertrag musste Dänemark Jämtland, Härjedalen, Gotland und Ösel an Schweden abtreten. Der dänische Thronfolger Friedrich, als Friedrich II. Administrator des Erzstifts Bremen und des Hochstifts Verden, musste seine Besitzungen ebenfalls Schweden überlassen. Weiter erhielt Schweden Halland auf 30 Jahre verpachtet. Darüber hinaus wurde das Recht auf zollfreie Durchfahrt durch den Öresund auf alle Provinzen Schwedens ausgedehnt, so dass schwedische Schiffe keinen Sundzoll mehr zahlen mussten. Hamburg wurde von der Zahlung des Elbzolls befreit. 